# Jüdischer Friedhof Ybbs an der Donau

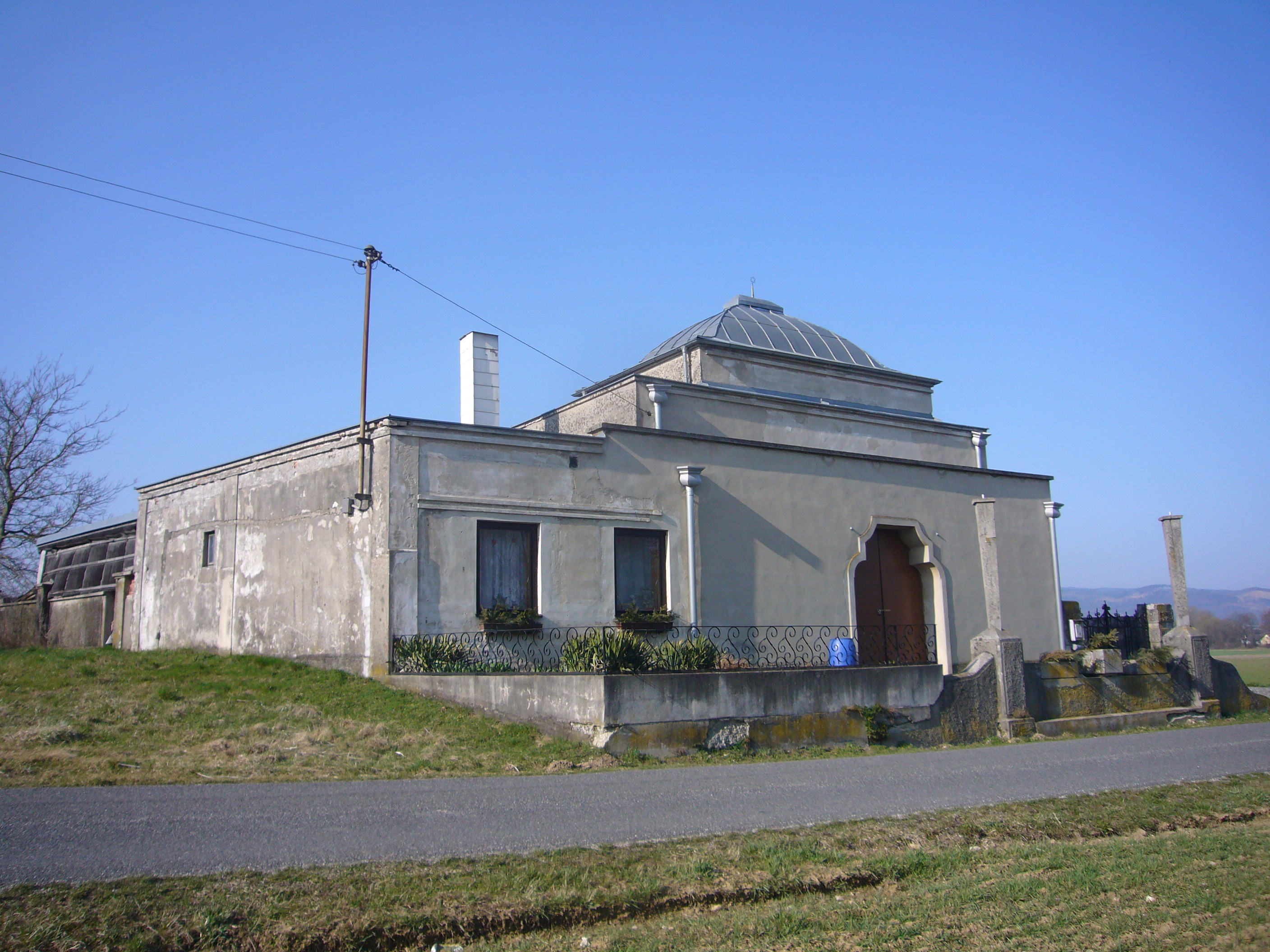
Zeremonienhalle auf dem jüdischen Friedhof in Ybbs

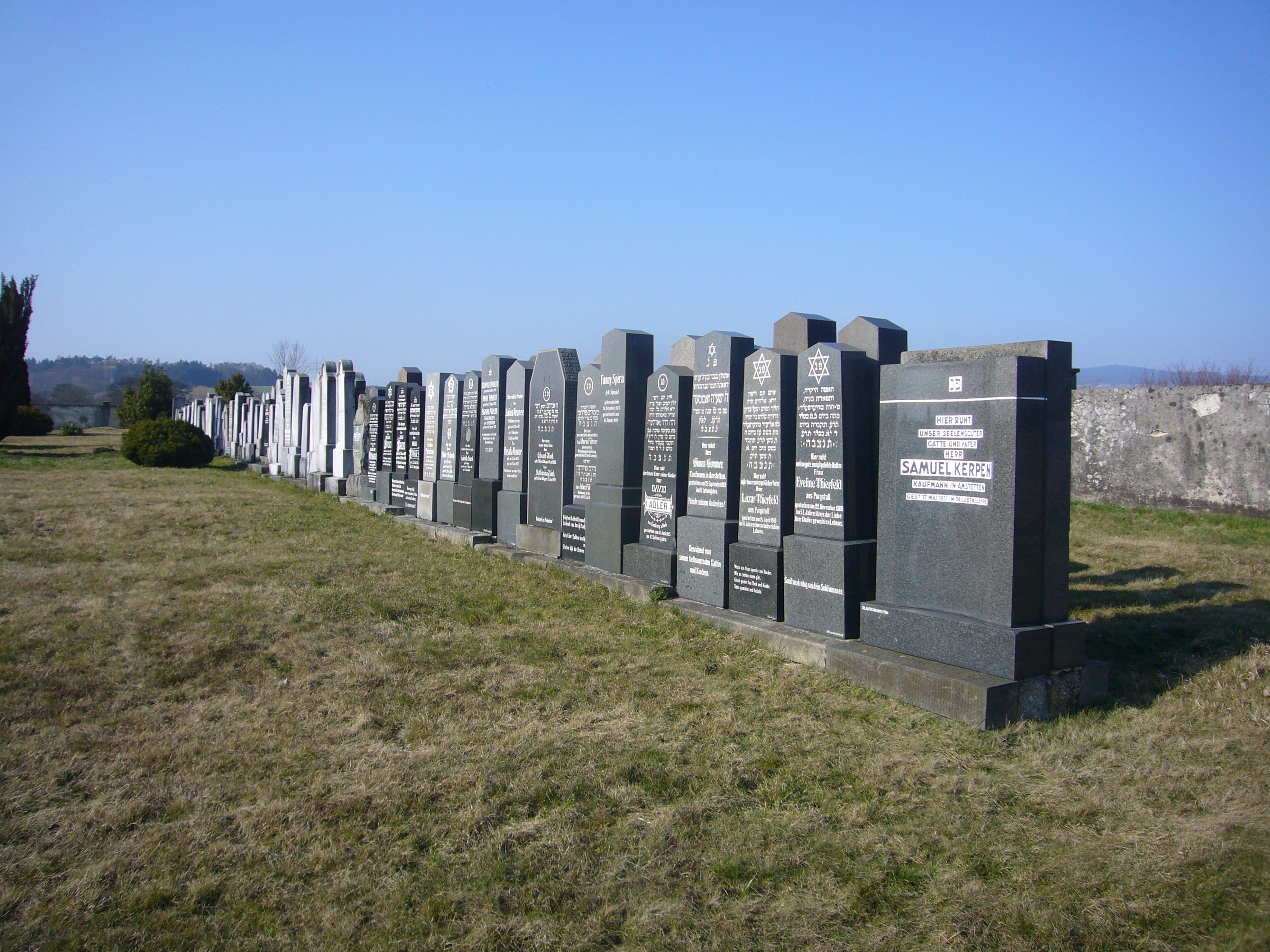
Wiederhergestellte Doppelgrabsteinreihe im Friedhof

Der Jüdische Friedhof Ybbs an der Donau befindet sich im Ort Göttsbach in der Stadtgemeinde Ybbs an der Donau im Bezirk Melk in Niederösterreich. Der Jüdische Friedhof und die Aufbahrungshalle stehen unter Denkmalschutz.

## Geschichte
Der 2.791 m² große Friedhof, auf dem die Toten der jüdischen Gemeinde Ybbs sowie Verstorbene aus dem südlichen und westlichen Waldviertel beerdigt wurden, befindet sich im Ortsteil Göttsbach.
Die „Cultusgemeinde Ybbs“ kaufte 1889 ein Grundstück in Ybbs an der Donau, Göttsbach, gründete zum 1. Jänner 1892, entsprechend dem Israelitengesetz von 1890, die Israelitische Kultusgemeinde Ybbs, und errichtete 1894 den Jüdischen Friedhof Ybbs, mit Friedhofsmauer und Zeremonienhalle.
Der Friedhof wurde während des Zweiten Weltkrieges im Jahr 1944 geschändet. Unter der Leitung eines SA-Sturmführers wurden etwa 300 Grabsteine entfernt und an eine Steinmetzfirma in Amstetten verkauft. Diese lagerte die Grabsteine in einer Scheune in Viehdorf. Nach langwierigen Verhandlungen und vielen eingebrachten und zurückgezogenen Klagen wurden um das Jahr 1961 rund 100 noch vorhandene Grabsteine von der Steinmetzfirma wieder herausgegeben und zum Friedhof nach Ybbs transportiert, wo sie von der Israelitischen Kultusgemeinde Wien wieder aufgestellt wurden.
Mangels genauer Kenntnis ihres früheren Aufstellungsortes wurden die aufgefundenen Grabsteine in einer Doppelreihe im Zentrum des Friedhofes wieder aufgestellt.

## Aktuell
Die Höhere Bundeslehranstalt Franciso-Josephinum in Wieselburg betreibt im Einvernehmen mit der Israelitischen Kultusgemeinde Wien und der Stadtgemeinde Ybbs sowie in Partnerschaft mit der Handelsakademie Ybbs und der Höheren Technischen Lehranstalt Břeclav (Lundenburg) (Tschechien) das fächer- und länderübergreifende Schulprojekt „Die jüdische Gemeinde und der jüdische Friedhof Ybbs – Juden im niederösterreichischen Mostviertel“.
Projektziele sind u. a. die Instandsetzung der Friedhofsanlage in Ybbs, die Erstellung einer Mitgliederkartei der IKG Ybbs/Amstetten, die Rekonstruktion der verlorenen Standesbücher, die Errichtung einer Gedenktafel auf dem Friedhof in Ybbs, Kontakte zu verschiedenen jüdischen Gemeinden im In- und Ausland und eine Präsentation der Projektarbeit im festlichen Rahmen.